# Fægtemesteren
Fægtemesteren (El maestro de esgrima) er en spansk roman ved Arturo Pérez-Reverte fra 1988. Romanen er filmatiseret i 1992 af Antonio Cardenal & Pedro Olea, der nøje følger romanens komposition.

## Handling
Romanen foregår i det 19. århundredes Spanien omkring revolutionen i 1868. Tidens intriger og konspirationer indgår i romanen, som hovedpersonen, den gammeldags fægtemester, Don Jaime de Astarloa, ikke tager sig synderligt af. Hans motto er "ærlighed og ærværdighed" frem for alt.
Mesteren Astarloa opsøges i Madrid af en elev der ønsker at lære et helt særligt fægteangreb. Først afviser han, men betaget af elevens 'skønhed' indvilliger han. Kort efter erfarer mesteren at en af hans elever er blevet dræbt med netop dén aflærte teknik og han mistænker at være en brik i et større stormagtsspil på liv og død.

I romanen indgår samtaler om historiske personer der kæmper om magten i Spanien, herunder Isabella 2. af Spanien, der hævdes at være nymfoman og derfor en "lunefuld" modstander. Romanen slutter med en skæbnesvanger duel på blottede klinger imellem eleven Adela de Oter og den gamle mester Astarloa.
Komposition
Romanen er stramt bygget op i kapitler der henviser til fægtningsterminologier:
1. Om kampen. ("En kamp mellem mænd af ære, under vejledning af en mester besjælet af de samme følelser, er en af de adspredelser, der kendetegner god smag og ædel byrd".[1]
2. Angreb i to tempi med finte. ("Bruges til at narre modstanderen. De indledes med et direkte angreb". Ibid., s. 34).
3. Det usikre tempo i angreb med finte. ("Som under alle dristige handlinger, bør enhver fægtekyndig forudse modstanderens hensigter ved omhyggeligt at studere hans bevægelser og være vidende om de følger, disse kan få", s. 59).
4. Kort udfald. ("Det korte udfald med lille hop fremad vil normalt blotte den, der udøver det uden omtanke eller forsigtighed. Desuden må man aldrig udføre det lille hop i vanskeligt, ujævnt eller fedtet terræn", s. 82).
5. Angreb med glissement. [Spansk, glid] ("er et af fægtesportens sikreste angreb, fordi det tvinger én til at forblive i dækstilling", s. 127).
6. Tvunget dégagement. [Spansk, klargøring]  ("bringer modstanderen i en fordelagtig situation", s. 153).
7. Om proposition. [Spansk, forslag] ("er at få modstanderen til at forlade sin dækstilling", s. 177).
8. På blottet klinge. (Hér "bør der ikke herske ... betænkeligheder, og man bør ikke vige tilbage for nogen som helst omstændighed, der styrker forsvaret, medmindre det er i modstrid med ærens love", s. 202).

## Kritik
Kritikere kaldte romanen "fortællekunst uden fodfejl".